# Puchar Panamerykański w Piłce Siatkowej Kobiet 2018
Puchar Panamerykański w Piłce Siatkowej Kobiet – 17. edycja turnieju siatkarskiego kobiet, który trwał od 8 do 14 lipca 2018 roku. Gospodarzem turnieju była Dominikana, drużyny rywalizowały w Santo Domingo. W turnieju udział brało 12 reprezentacji podzielonych na trzy grupy.

## Drużyny uczestniczące
| Grupa A                          | Grupa B                                            | Grupa C                            |
| -------------------------------- | -------------------------------------------------- | ---------------------------------- |
| Kanada Kostaryka Dominikana Peru | Kuba Portoryko Trynidad i Tobago Stany Zjednoczone | Argentyna Brazylia Kolumbia Meksyk |

## Faza grupowa

### Grupa A
Tabela
| Lp. | Drużyna    | Mecze | Mecze | Mecze | Pkt | Małe punkty | Małe punkty | Małe punkty | Sety | Sety | Sety  |
| Lp. | Drużyna    | M     | W     | P     | Pkt | zdob.       | str.        | ratio       | wyg. | prz. | ratio |
| --- | ---------- | ----- | ----- | ----- | --- | ----------- | ----------- | ----------- | ---- | ---- | ----- |
| 1   | Kanada     | 3     | 3     | 0     | 15  | 225         | 134         | 1.679       | 9    | 0    | MAX   |
| 2   | Dominikana | 3     | 2     | 1     | 10  | 207         | 162         | 1.278       | 6    | 3    | 2.000 |
| 3   | Peru       | 3     | 1     | 2     | 5   | 172         | 205         | 0.839       | 3    | 6    | 0.500 |
| 4   | Kostaryka  | 3     | 0     | 3     | 0   | 122         | 225         | 0.542       | 0    | 9    | 0.000 |

Źródło: NORCECA
Punktacja: 3:0 – 5 pkt, 3:1 – 4 pkt, 3:2 – 3 pkt, 2:3 – 2 pkt, 1:3 – 1 pkt, 0:3 – 0 pkt
Zasady ustalania kolejności: 1. liczba zwycięstw, 2. liczba punktów, 3. stosunek małych punktów, 4. stosunek setów, 5. bilans w bezpośrednich meczach
     awans do półfinałów
     awans do ćwierćfinałów
     mecze o miejsca 7-10
| Data  | Godz. | Drużyna 1  | Wynik | Drużyna 2 | 1     | 2     | 3     | 4 | 5 | Widzów | * |
| ----- | ----- | ---------- | ----- | --------- | ----- | ----- | ----- | - | - | ------ | - |
| 08.07 | 14:00 | Kanada     | 3:0   | Peru      | 25:21 | 25:12 | 25:17 |   |   | 400    |   |
| 08.07 | 20:00 | Dominikana | 3:0   | Kostaryka | 25:14 | 25:10 | 25:16 |   |   | 1200   |   |
| 09.07 | 10:00 | Kostaryka  | 0:3   | Kanada    | 10:25 | 10:25 | 7:25  |   |   | 100    |   |
| 09.07 | 20:00 | Dominikana | 3:0   | Peru      | 25:16 | 25:15 | 25:16 |   |   | 500    |   |
| 10.07 | 20:00 | Dominikana | 0:3   | Kanada    | 23:25 | 14:25 | 20:25 |   |   | 1500   |   |
| 10.07 | 22:00 | Peru       | 3:0   | Kostaryka | 25:22 | 25:18 | 25:15 |   |   | 500    |   |

### Grupa B
Tabela
| Lp. | Drużyna           | Mecze | Mecze | Mecze | Pkt | Małe punkty | Małe punkty | Małe punkty | Sety | Sety | Sety  |
| Lp. | Drużyna           | M     | W     | P     | Pkt | zdob.       | str.        | ratio       | wyg. | prz. | ratio |
| --- | ----------------- | ----- | ----- | ----- | --- | ----------- | ----------- | ----------- | ---- | ---- | ----- |
| 1   | Stany Zjednoczone | 3     | 2     | 1     | 11  | 279         | 230         | 1.213       | 8    | 4    | 2.000 |
| 2   | Portoryko         | 3     | 2     | 1     | 8   | 249         | 242         | 1.029       | 6    | 5    | 1.200 |
| 3   | Kuba              | 3     | 2     | 1     | 8   | 234         | 245         | 0.955       | 6    | 5    | 1.200 |
| 4   | Trynidad i Tobago | 3     | 0     | 3     | 3   | 248         | 293         | 0.846       | 3    | 9    | 0.333 |

Źródło: NORCECA
Punktacja: 3:0 – 5 pkt, 3:1 – 4 pkt, 3:2 – 3 pkt, 2:3 – 2 pkt, 1:3 – 1 pkt, 0:3 – 0 pkt
Zasady ustalania kolejności: 1. liczba zwycięstw, 2. liczba punktów, 3. stosunek małych punktów, 4. stosunek setów, 5. bilans w bezpośrednich meczach
     awans do półfinałów
     awans do ćwierćfinałów
     mecze o miejsca 7-10
| Data  | Godz. | Drużyna 1         | Wynik | Drużyna 2         | 1     | 2     | 3     | 4     | 5     | Widzów | * |
| ----- | ----- | ----------------- | ----- | ----------------- | ----- | ----- | ----- | ----- | ----- | ------ | - |
| 08.07 | 10:00 | Trynidad i Tobago | 1:3   | Stany Zjednoczone | 25:21 | 15:25 | 22:25 | 15:25 |       | 250    |   |
| 08.07 | 18:00 | Portoryko         | 3:0   | Kuba              | 25:13 | 25:22 | 25:23 |       |       | 450    |   |
| 09.07 | 12:00 | Trynidad i Tobago | 2:3   | Portoryko         | 28:30 | 20:25 | 25:21 | 28:26 | 8:15  | 300    |   |
| 09.07 | 18:00 | Kuba              | 3:2   | Stany Zjednoczone | 18:25 | 25:22 | 25:23 | 13:25 | 15:13 | 1000   |   |
| 10.07 | 12:00 | Kuba              | 3:0   | Trynidad i Tobago | 25:15 | 30:28 | 25:19 |       |       | 100    |   |
| 10.07 | 18:00 | Stany Zjednoczone | 3:0   | Portoryko         | 25:22 | 25:21 | 25:14 |       |       | 600    |   |

### Grupa C
Tabela
| Lp. | Drużyna   | Mecze | Mecze | Mecze | Pkt | Małe punkty | Małe punkty | Małe punkty | Sety | Sety | Sety  |
| Lp. | Drużyna   | M     | W     | P     | Pkt | zdob.       | str.        | ratio       | wyg. | prz. | ratio |
| --- | --------- | ----- | ----- | ----- | --- | ----------- | ----------- | ----------- | ---- | ---- | ----- |
| 1   | Brazylia  | 3     | 3     | 0     | 11  | 286         | 251         | 1.139       | 9    | 4    | 2.250 |
| 2   | Kolumbia  | 3     | 2     | 1     | 10  | 285         | 253         | 1.126       | 8    | 5    | 1.600 |
| 3   | Meksyk    | 3     | 1     | 2     | 5   | 181         | 205         | 0.883       | 3    | 6    | 0.500 |
| 4   | Argentyna | 3     | 0     | 3     | 4   | 243         | 286         | 0.850       | 4    | 9    | 0.444 |

Źródło: NORCECA
Punktacja: 3:0 – 5 pkt, 3:1 – 4 pkt, 3:2 – 3 pkt, 2:3 – 2 pkt, 1:3 – 1 pkt, 0:3 – 0 pkt
Zasady ustalania kolejności: 1. liczba zwycięstw, 2. liczba punktów, 3. stosunek małych punktów, 4. stosunek setów, 5. bilans w bezpośrednich meczach
     awans do półfinałów
     awans do ćwierćfinałów
     mecze o miejsca 7-10
| Data  | Godz. | Drużyna 1 | Wynik | Drużyna 2 | 1     | 2     | 3     | 4     | 5     | Widzów | * |
| ----- | ----- | --------- | ----- | --------- | ----- | ----- | ----- | ----- | ----- | ------ | - |
| 08.07 | 12:00 | Brazylia  | 3:0   | Meksyk    | 25:21 | 25:19 | 25:17 |       |       | 250    |   |
| 08.07 | 16:00 | Argentyna | 2:3   | Kolumbia  | 16:25 | 16:25 | 25:22 | 25:18 | 15:17 | 400    |   |
| 09.07 | 14:00 | Kolumbia  | 2:3   | Brazylia  | 25:18 | 26:24 | 16:25 | 23:25 | 13:15 | 500    |   |
| 09.07 | 16:00 | Meksyk    | 3:0   | Argentyna | 25:20 | 25:15 | 25:20 |       |       | 500    |   |
| 10.07 | 14:00 | Kolumbia  | 3:0   | Meksyk    | 25:15 | 25:22 | 25:12 |       |       | 500    |   |
| 10.07 | 16:00 | Brazylia  | 3:2   | Argentyna | 20:25 | 25:20 | 25:15 | 19:25 | 15:6  | 600    |   |

## Faza finałowa

### Mecze o miejsca 7-10
| Data  | Godz. | Drużyna 1 | Wynik | Drużyna 2 | 1     | 2     | 3     | 4     | 5    | Widzów | * |
| ----- | ----- | --------- | ----- | --------- | ----- | ----- | ----- | ----- | ---- | ------ | - |
| 11.07 | 14:00 | Kuba      | 3:2   | Argentyna | 25:18 | 21:25 | 14:25 | 25:23 | 15:8 | 50     |   |
| 11.07 | 16:00 | Meksyk    | 1:3   | Peru      | 25:16 | 22:25 | 29:31 | 32:34 |      | 450    |   |

### Ćwierćfinały
| Data  | Godz. | Drużyna 1         | Wynik | Drużyna 2 | 1     | 2     | 3     | 4     | 5     | Widzów | * |
| ----- | ----- | ----------------- | ----- | --------- | ----- | ----- | ----- | ----- | ----- | ------ | - |
| 11.07 | 18:00 | Stany Zjednoczone | 3:0   | Kolumbia  | 25:12 | 25:17 | 25:17 |       |       | 1200   |   |
| 11.07 | 20:00 | Dominikana        | 3:2   | Portoryko | 25:21 | 18:25 | 21:25 | 25:22 | 15:10 | 3500   |   |

### Mecze o miejsca 9-12
| Data  | Godz. | Drużyna 1         | Wynik | Drużyna 2 | 1     | 2     | 3     | 4     | 5 | Widzów | * |
| ----- | ----- | ----------------- | ----- | --------- | ----- | ----- | ----- | ----- | - | ------ | - |
| 12.07 | 14:00 | Kostaryka         | 0:3   | Argentyna | 16:25 | 13:25 | 12:25 |       |   | 500    |   |
| 12.07 | 16:00 | Trynidad i Tobago | 1:3   | Meksyk    | 15:25 | 15:25 | 25:19 | 17:25 |   | 300    |   |

### Mecze o miejsca 5-8
| Data  | Godz. | Drużyna 1 | Wynik | Drużyna 2 | 1     | 2     | 3     | 4 | 5 | Widzów | * |
| ----- | ----- | --------- | ----- | --------- | ----- | ----- | ----- | - | - | ------ | - |
| 12.07 | 18:00 | Kuba      | 0:3   | Kolumbia  | 20:25 | 21:25 | 17:25 |   |   | 300    |   |
| 12.07 | 20:00 | Peru      | 0:3   | Portoryko | 20:25 | 16:25 | 20:25 |   |   | 500    |   |

### Mecz o 11. miejsce
| Data  | Godz. | Drużyna 1 | Wynik | Drużyna 2         | 1     | 2     | 3     | 4 | 5 | Widzów | * |
| ----- | ----- | --------- | ----- | ----------------- | ----- | ----- | ----- | - | - | ------ | - |
| 13.07 | 14:00 | Kostaryka | 0:3   | Trynidad i Tobago | 24:26 | 18:25 | 16:25 |   |   | 200    |   |

### Mecz o 9. miejsce
| Data  | Godz. | Drużyna 1 | Wynik | Drużyna 2 | 1     | 2     | 3     | 4     | 5 | Widzów | * |
| ----- | ----- | --------- | ----- | --------- | ----- | ----- | ----- | ----- | - | ------ | - |
| 13.07 | 16:00 | Argentyna | 3:1   | Meksyk    | 23:25 | 25:22 | 25:22 | 25:19 |   | 500    |   |

### Półfinały
| Data  | Godz. | Drużyna 1 | Wynik | Drużyna 2         | 1     | 2     | 3     | 4     | 5 | Widzów | * |
| ----- | ----- | --------- | ----- | ----------------- | ----- | ----- | ----- | ----- | - | ------ | - |
| 13.07 | 18:00 | Kanada    | 1:3   | Stany Zjednoczone | 18:25 | 25:23 | 23:25 | 19:25 |   | 3000   |   |
| 13.07 | 20:00 | Brazylia  | 0:3   | Dominikana        | 16:25 | 12:25 | 23:25 |       |   | 4000   |   |

### Mecz o 7. miejsce
| Data  | Godz. | Drużyna 1 | Wynik | Drużyna 2 | 1     | 2     | 3     | 4     | 5 | Widzów | * |
| ----- | ----- | --------- | ----- | --------- | ----- | ----- | ----- | ----- | - | ------ | - |
| 14.07 | 12:00 | Kuba      | 3:1   | Peru      | 25:23 | 38:40 | 25:11 | 25:22 |   | 200    |   |

### Mecz o 5. miejsce
| Data  | Godz. | Drużyna 1 | Wynik | Drużyna 2 | 1     | 2     | 3     | 4     | 5     | Widzów | * |
| ----- | ----- | --------- | ----- | --------- | ----- | ----- | ----- | ----- | ----- | ------ | - |
| 14.07 | 14:00 | Kolumbia  | 3:2   | Portoryko | 25:15 | 22:25 | 21:25 | 25:21 | 15:12 | 1500   |   |

### Mecz o 3. miejsce
| Data  | Godz. | Drużyna 1 | Wynik | Drużyna 2 | 1     | 2     | 3     | 4 | 5 | Widzów | * |
| ----- | ----- | --------- | ----- | --------- | ----- | ----- | ----- | - | - | ------ | - |
| 14.07 | 16:00 | Brazylia  | 0:3   | Kanada    | 19:25 | 20:25 | 21:25 |   |   | 6000   |   |

### Finał
| Data  | Godz. | Drużyna 1  | Wynik | Drużyna 2         | 1     | 2     | 3     | 4     | 5    | Widzów | * |
| ----- | ----- | ---------- | ----- | ----------------- | ----- | ----- | ----- | ----- | ---- | ------ | - |
| 14.07 | 18:00 | Dominikana | 2:3   | Stany Zjednoczone | 26:24 | 25:21 | 21:25 | 19:25 | 8:15 | 6500   |   |

## Nagrody indywidualne
| MVP            | Najlepsza punktująca | Najlepsza rozgrywająca | Najlepsze przyjmujące             | Najlepsza atakująca | Najlepsza zagrywająca | Najlepsze środkowe                | Najlepsza libero | Najlepsza broniąca | Najlepsza przyjmująca |
| -------------- | -------------------- | ---------------------- | --------------------------------- | ------------------- | --------------------- | --------------------------------- | ---------------- | ------------------ | --------------------- |
| Lauren Carlini | Krystle Esdelle      | Lauren Carlini         | Brayelin Martínez Elina Rodríguez | Krystle Esdelle     | Kiera Van Ryk         | Chiaka Ogbogu Melissa Rangel Páez | Brenda Castillo  | Brenda Castillo    | Brenda Castillo       |

## Klasyfikacja końcowa
| Miejsce | Reprezentacja     |
| ------- | ----------------- |
| złoto   | Stany Zjednoczone |
| srebro  | Dominikana        |
| brąz    | Kanada            |
| 4.      | Brazylia          |
| 5.      | Kolumbia          |
| 6.      | Portoryko         |
| 7.      | Kuba              |
| 8.      | Peru              |
| 9.      | Argentyna         |
| 10.     | Meksyk            |
| 11.     | Trynidad i Tobago |
| 12.     | Kostaryka         |